# Walter Giller

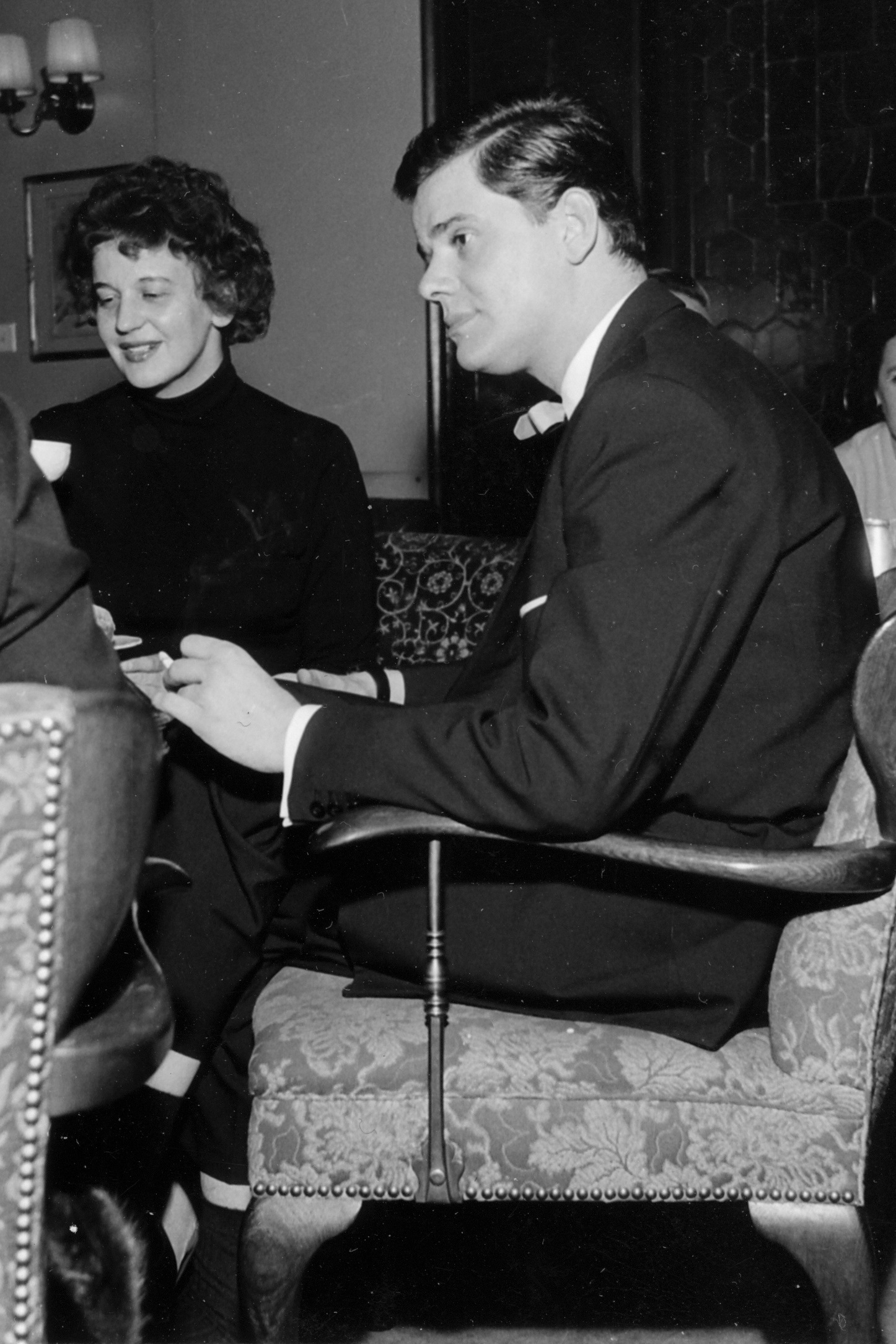
Walter Giller (1955)

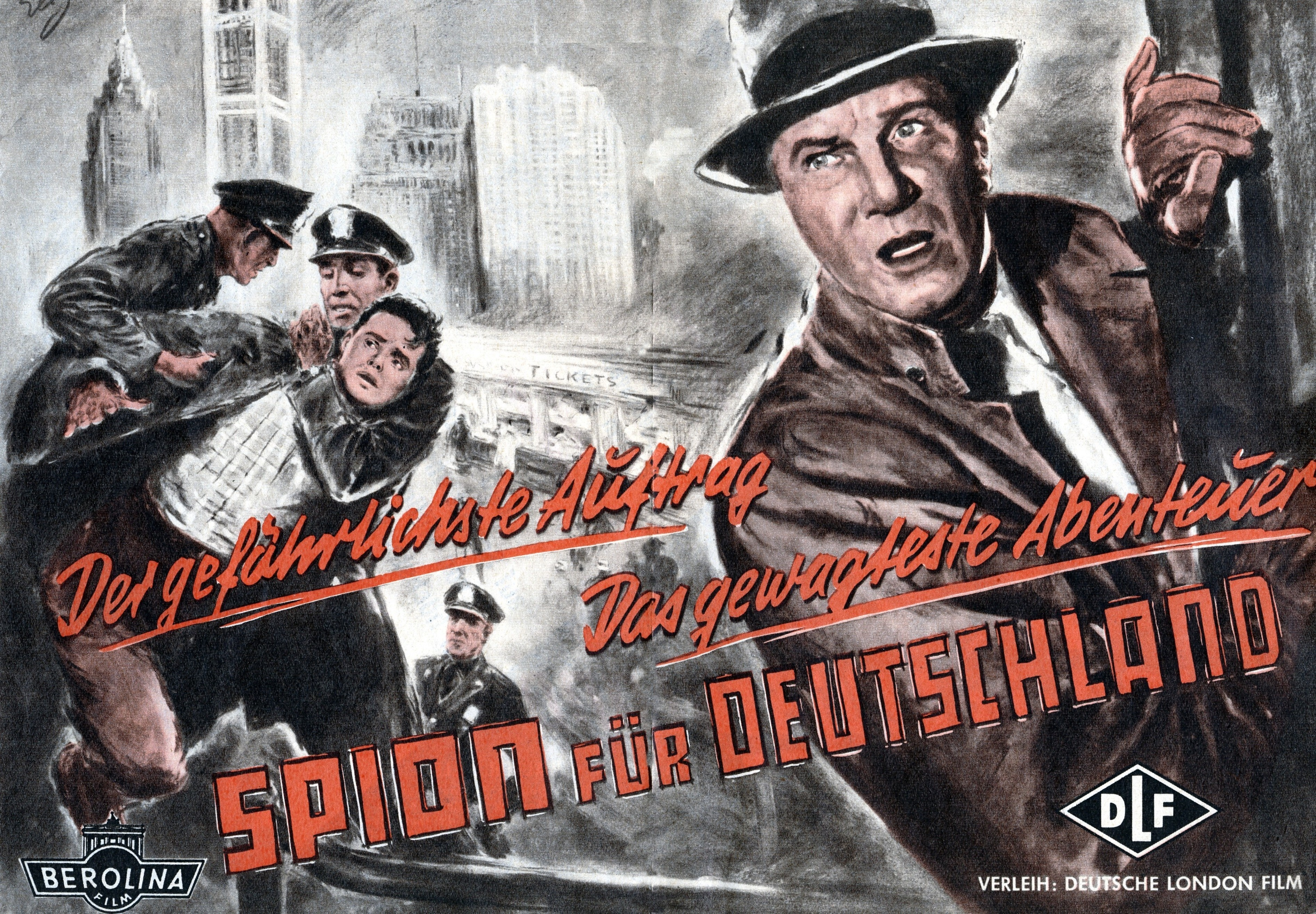
Spion für Deutschland (1956), Filmplakat von Helmuth Ellgaard: Walter Giller (links vorne) und Martin Held (rechts)

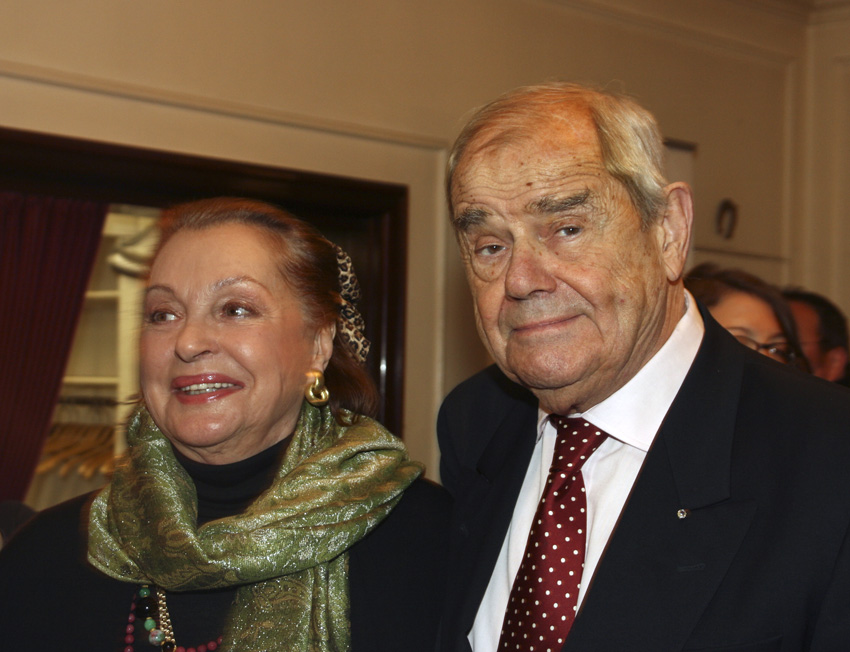
Das Schauspielerehepaar Nadja Tiller und Walter Giller (2009)

Walter Giller (* 23. August 1927 in Recklinghausen; † 15. Dezember 2011 in Hamburg) war ein deutscher Schauspieler.

## Leben
Aufgewachsen als Sohn des Kinderarztes Walter Giller und dessen Ehefrau Edwine, geb. Röver, in Hamburg, wurde der Gymnasiast Anfang 1943 als Flakhelfer eingezogen. Nach seiner Kriegsgefangenschaft begann er zunächst ein Studium der Medizin. Giller entschied sich dann jedoch, Schauspieler zu werden. Nach Volontariat und Regieassistenz an den Hamburger Kammerspielen bei Ida Ehre bekam er 1947 seine erste Theaterrolle in Thornton Wilders Wir sind noch einmal davongekommen. Er nahm Schauspielunterricht bei Eduard Marks in Hamburg.
Ab 1948 erhielt Giller erste kleine Filmrollen. Seine erste Hauptrolle spielte er 1951 in dem Film Primanerinnen. Giller wurde ein vertrautes Gesicht des deutschen Kinofilms der 1950er Jahre. Manchmal komisch, manchmal schüchtern, aber immer nett und nie ausfallend repräsentierte er in zahlreichen Produktionen den jungen Herrn von nebenan. Nur selten bot sich ihm die Gelegenheit, sein großes Potenzial als Charakterdarsteller unter Beweis zu stellen. So spielte er neben Heinz Rühmann in Der Hauptmann von Köpenick (1956), neben Martin Held in Spion für Deutschland (1956) und Rosen für den Staatsanwalt (1959, Bundesfilmpreis) sowie mit Hardy Krüger in Zwei unter Millionen (1961, ebenfalls Bundesfilmpreis).
In den 1960er Jahren wirkte Giller hauptsächlich in einigen der damals gängigen Krimis, Abenteuer- und Paukerfilmen mit, während er sich in den 1970er Jahren ganz auf Fernsehrollen verlegte. Mit Peter Frankenfeld als Sketchpartner spielte er häufig angetrunkene Kneipenbesucher. Er intensivierte auch wieder seine Theaterarbeit und trat vor allem in Tourneen auf. Auch trat er als Autor von zwei Kinderbüchern hervor: Lustige Geschichten von Natascha und Jan (1968) und Walter Giller erzählt Geschichten zur Guten Nacht (1969). In dem preisgekrönten Fernsehspiel Der geborgte Weihnachtsbaum von 1966 spielte Walter Giller neben Michael Nowka und Wolfgang Völz unter der Regie von Dietrich Haugk eine Hauptrolle. In den 1980er Jahren verlieh Giller in der 12-teiligen Kinder-Hörspielserie Schubiduu..uh von Peter Riesenburg als Erzähler seine Stimme.
Walter Giller und Nadja Tiller, mit der er seit dem 5. Februar 1956 verheiratet war, galten in den 1950er und 1960er Jahren als Traumpaar und standen bis zuletzt oft gemeinsam vor der Kamera; Giller lebte mit seiner Ehefrau seit Ende der 1950er Jahre in Castagnola bei Lugano. Sie erhielten am 30. November 2006 gemeinsam einen Bambi für ihr Lebenswerk. Aus der Ehe gingen eine Tochter (* 1959) und ein Sohn (* 1964) hervor. Seit 2004 lebte Giller gemeinsam mit seiner Frau im Augustinum Hamburg.
Walter Giller starb im Alter von 84 Jahren in einer Hamburger Klinik an den Folgen einer Krebserkrankung. Er litt seit Ende 2008 an Lungenkrebs. Giller wurde in der Nordsee bei Büsum bestattet.

## Filmografie
- 1949: Artistenblut
- 1950: Insel ohne Moral
- 1950: Das Mädchen aus der Südsee
- 1951: Die Frauen des Herrn S.
- 1951: Falschmünzer am Werk
- 1951: Primanerinnen
- 1951: Sensation in San Remo
- 1951: Wildwest in Oberbayern
- 1952: Der bunte Traum
- 1952: Der Tag vor der Hochzeit
- 1952: Die Diebin von Bagdad
- 1952: Liebe im Finanzamt
- 1953: Fräulein Casanova
- 1953: Heimlich, still und leise
- 1953: Schlagerparade
- 1953: Skandal im Mädchenpensionat
- 1953: Südliche Nächte
- 1953: Wirbel um Irene (Irene in Nöten)
- 1954: An jedem Finger zehn
- 1954: Die tolle Lola
- 1954: Sie
- 1954: Mit und ohne Begleitung (Fernsehfilm)
- 1955: Die Drei von der Tankstelle
- 1955: Musik, Musik und nur Musik
- 1955: Schwedenmädel
- 1956: Charleys Tante
- 1956: Das Bad auf der Tenne
- 1956: Das Sonntagskind
- 1956: Der Hauptmann von Köpenick
- 1956: Ich und meine Schwiegersöhne
- 1956: Nichts als Ärger mit der Liebe
- 1956: Schwarzwaldmelodie
- 1956: Spion für Deutschland
- 1956: Was die Schwalbe sang
- 1956: Der schräge Otto
- 1957: Blaue Jungs
- 1957: Das Glück liegt auf der Straße
- 1957: Die große Chance
- 1957: Drei Mann auf einem Pferd
- 1957: Frühling in Berlin
- 1958: Italienreise – Liebe inbegriffen
- 1958: Peter Voss, der Millionendieb
- 1958: Zwei Herzen im Mai
- 1959: Rosen für den Staatsanwalt
- 1959: Bobby Dodd greift ein
- 1959: Geliebte Bestie
- 1959: Liebe auf krummen Beinen
- 1959: Peter Voss, der Held des Tages
- 1959: So angelt man keinen Mann
- 1960: Heldinnen
- 1960: Ingeborg
- 1960: Kein Engel ist so rein
- 1961: Geliebte Hochstaplerin
- 1961: Zwei unter Millionen
- 1961: Affäre Nina B. (L’affaire Nina B.)
- 1961: Drei Mann in einem Boot
- 1961: Der Traum von Lieschen Müller
- 1962: Das brennende Gericht (La Chambre ardente)
- 1962: Liebling, ich muß dich erschießen
- 1962: Schneewittchen und die sieben Gaukler
- 1963: Begegnung in Salzburg
- 1963: Das große Liebesspiel
- 1963: Der Würger von Schloß Blackmoor
- 1963: Die Bienenkönigin (Una storia moderna – l’ape regina)
- 1963: Die Dreigroschenoper
- 1963: Schloß Gripsholm
- 1963: Der letzte Ritt nach Santa Cruz
- 1963: Die Tote von Beverly Hills
- 1964: Fanny Hill
- 1964: Heiß weht der Wind
- 1964: Tonio Kröger
- 1964: DM-Killer
- 1965: Schüsse im 3/4 Takt
- 1965: Das Vermächtnis des Inka
- 1965: Ich suche einen Mann
- 1966: Gern hab ich die Frauen gekillt
- 1966: Pfeifen, Betten, Turteltauben
- 1966: Der geborgte Weihnachtsbaum (Regie: Dietrich Haugk)
- 1966: Gold für Montevasall
- 1967: Action Man (Le soleil des voyous)
- 1967: Jonny Banco – Geliebter Taugenichts (Johnny Banco)
- 1967: Vergiß nicht, deine Frau zu küssen (Elsk din næste)
- 1968: Flucht nach Ägypten
- 1968: Ein feines Pärchen (Ruba al prossimo tuo…)
- 1969: Die Herren mit der weißen Weste
- 1969: Grimms Märchen von lüsternen Pärchen
- 1969: Klassenkeile
- 1970: Die Feuerzangenbowle
- 1970: Am Ziel aller Träume
- 1970: Jonas der künstler Bei der Arbeit
- 1973: Ein Käfer auf Extratour
- 1974: Das verrückteste Auto der Welt
- 1973: Wenn auch die Jahre einteilen
- 1975: Der Kommissar: Sturz aus Großer Höhe
- 1975: Herz mit Schnauze
- 1975/78: Lady Dracula
- 1976: Omaruru
- 1977: Heiße Ware
- 1977: Nicht von gestern (Regie: Ludwig Cremer)
- 1977: Polizeiinspektion 1: Und keine Kopeke weniger
- 1978: Karschunke & Sohn (Fernsehserie)
- 1979: Noch ’ne Oper
- 1979–1987: Locker vom Hocker, Oder: Es bleibt schwierig (TV-Comedyreihe)
- 1980: Liebling ich lass mich scheiden
- 1981: Behaltet Mut
- 1982: Die Krimistunde (Fernsehserie, Folge 2, Episode: „Schmerzlose Behandlung“)
- 1982: Man müßte Klavier spielen können
- 1983: Das Traumschiff: Kenia
- 1985: Nun singt mal schön…
- 1985: Geschichten aus der Heimat (Fernsehserie) Episode: Die Bauernfänger
- 1987: Die Krimistunde (Fernsehserie, Folge 28, Episode: „Verbrechen aus Leidenschaft“)
- 1989: Kommissar Klefisch – Ein unbekannter Zeuge (Regie: Kaspar Heidelbach)
- 1991: Tod am Meer
- 1992: Geschichten aus der Heimat (Fernsehserie), Episoden: Augenblick der Wahrheit, Rauchen gefährdet die Gesundheit, Taxi mit Telefon
- 1994: Geschichten aus der Heimat (Fernsehserie), Episoden: Taxi für Teens, Szenen einer Ehe, Ich weiß nicht, was soll es bedeuten
- 1994: Cornelius hilft (Fernsehserie, Regie: Klaus Gendries)
- 1994: Die Gerichtsreporterin
- 1994: Halali oder Der Schuß ins Brötchen
- 1995: Sylter Geschichten (Fernsehserie, Regie: Karsten Wichniarz)
- 1995: Evelyn Hamanns Geschichten aus dem Leben (Fernsehserie, Staffel 3, Folge 1 Nicht gemeldet)
- 1995: Sonntags geöffnet (Fernsehserie)
- 1997: Rosamunde Pilcher: Stunden der Entscheidung (Regie: Karola Zeisberg)
- 2000: Immer (Kurzfilm) (Regie: Jophi Ries)
- 2000: Meine Mutter, meine Rivalin (Regie: Peter F. Bringmann)
- 2001: Vorspiel mit Nachspiel (Regie: Uwe Janson)
- 2004: Das Bernsteinamulett (Regie: Gabi Kubach)
- 2005: Lauras Wunschzettel
- 2005: Liebe wie am ersten Tag
- 2007: Liebling, wir haben geerbt!
- 2008: Und ewig schweigen die Männer (Regie: Xaver Schwarzenberger)
- 2009: Es liegt mir auf der Zunge
- 2009: Dinosaurier – Gegen uns seht ihr alt aus!
- 2011: Germaine Damar – Der tanzende Stern

## Hörspiele
- 1949: Du kannst mir viel erzählen (Kellner) – Regie: Ulrich Erfurth, mit Heinz Rühmann, Elfriede Kuzmany, Gisela Mattishent
- 1949: Paul Temple und die Affäre Gregory (von Francis Durbridge) (Ober) – Regie: Eduard Hermann, Fritz Schröder-Jahn, mit René Deltgen, Annemarie Cordes, Heinz von Cleve, Georg Eilert, Bernd M. Bausch
- 1951: Der Teufel fährt im D-Zug mit (Fahrstuhlführer) – Regie: Fritz Schröder-Jahn, mit Carl-Heinz Schroth, Jo Wegener, Franz Schafheitlin, Inge Meysel
- 1952: Die große Masche (Fußballspieler: Mannschaft der Rasenfreunde) – Regie: Fritz Schröder-Jahn, mit Wolfgang Wahl, Max Walter Sieg, Hardy Krüger
- 1977: Der Nachtigall fällt auch nichts Neues ein oder Gegen den Stillstand der Brandung – Regie: Klaus Mehrländer, mit Louise Martini
- 1979: Röntgenaugen (Martin) – Regie: Klaus Wirbitzky, mit Achim Strietzel, Jürgen Scheller, Michael Thomas
- 1982: Das Haus hinter der Kirche (Jean) – Regie: Klaus Wirbitzky, mit Heidelinde Weis, Doris Schade, Horst Johanning
- 2008: Begegnung am Nachmittag (nach Henning Mankell) (Mann) – Regie: Rainer Clute, mit Nadja Tiller, Julia Prigge

## Auszeichnungen
- 1960: Bundesfilmpreis: Filmband in Silber für die Beste Hauptrolle in Rosen für den Staatsanwalt
- 1962: Bundesfilmpreis: Filmband in Gold für die Beste Nebenrolle in Zwei unter Millionen
- 1962: Preis der deutschen Filmkritik für Zwei unter Millionen
- 1975: Hersfeld-Preis[3]
- 2000: Verdienstkreuz am Bande der Bundesrepublik Deutschland
- 2005: DIVA-Award in der Kategorie Lifetime Achievement Award (Hall of Fame)
- 2006: Bambi in der Kategorie Lebenswerk
- 2009: Askania Award für sein cineastisches Lebenswerk[4]
- 2025: Benennung des Fußwegs entlang der Elbe zwischen seinem letzten Wohnort, dem Augustinum Hamburg, und dem Dockland als Tiller-Giller-Promenade[5]

## Veröffentlichungen
- Walter Giller, Ruth Michelly (Illustratorin): Lustige Geschichten von Natascha und Jan. Schneider, München 1968. [Jugendbuch]
- Walter Giller erzählt Geschichten zur Guten Nacht. Illustriert von Ruth Michelly. Schneider, München/Wien 1969.
- Walter Giller: Locker vom Hocker. Witzige Sketche zum Nachspielen. Falken, Niedernhausen 1986, ISBN 3-8068-4262-0.